# Teenage Frankenstein
«Teenage Frankenstein» es una canción de Alice Cooper, publicada como sencillo del álbum de 1986 Constrictor. Aunque el sencillo no pudo ingresar en las listas de éxitos, ayudó a Constrictor a convertirse en el álbum de Alice Cooper que mejor se ubicó en las listas desde Flush the Fashion de 1980. En el sencillo de 7" fue incluida una versión en vivo de "School's Out" como Lado B.
Junto a otras dos canciones de Alice Cooper, "He's Back (The Man Behind the Mask)" y "Hard Rock Summer", "Teenage Frankenstein" fue escrita para ser incluida en la banda sonora de la película de terror slasher Friday the 13th Part VI: Jason Lives.
La canción fue compuesta por Alice Cooper y Kane Roberts.